# Astracantha dolona
Astracantha dolona là một loài thực vật có hoa trong họ Đậu. Loài này được (Rassulova & Sharipova) Czerep. miêu tả khoa học đầu tiên.